# Luigi Capuana
Luigi Capuana (n. 28 mai 1839 - d. 29 noiembrie 1915) a fost un scriitor, critic literar și jurnalist italian.
Alături de Giovanni Verga, a fost lider al școlii veriste italiene.

## Opera
- 1872: Teatrul italian contemporan ("Il teatro italiano contemporaneo");
- 1879 - 1882: Studii asupra literaturii contemporane ("Studi sulla letteratura contemporanea");
- 1879: Giacinta ("Giacinta")
- 1890: Parfum ("Profumo");
- 1877: Profile feminine ("Profili di donne");
- 1893: Pătimașele ("Le appassionate");
- 1894: Povestiri rustice ("Le paesane");
- 1897: Fausto Bragia și alte povestiri ("Fausto Bragia ed altre novelle");
- 1898: "Ismele" contemporane ("Gli ismi contemporanei");
- 1901: Marchizul di Roccaverdina ("Il marchese di Roccaverdina");
- 1903: Artă și știință ("Arte e scienza");
- 1909: Cavalerul Pidagno ("Lu cavalieri Pidagna");
- 1914: Mijlocitorul ("Lu paraninfu");
- 1922: Ultimele povestiri rustice ("Le ultime paesane").